# Kessenhammer Mühle
Kessenhammer Mühle ist eine ehemalige Siedlung, welche für den Bau der Biggetalsperre devastiert wurde. Kessenhammer Mühle lag in Nordrhein-Westfalen im mittleren Biggetal zwischen Olpe und Attendorn. 
Der Bau der Talsperre wurde schon vor dem Zweiten Weltkrieg beschlossen, musste aber für die Dauer des Krieges zurückgestellt werden. Etwa ab 1950 nahm man das Projekt wieder auf. 1965 war die Biggetalsperre fertiggestellt, so dass mit dem Einstau von Wasser begonnen werden konnte. Das Gebiet der ehemaligen Siedlung liegt heute auf dem Grund der Talsperre im Bereich nördlich des Vorstaubeckens des Bieketals.